# Cidade de Dali

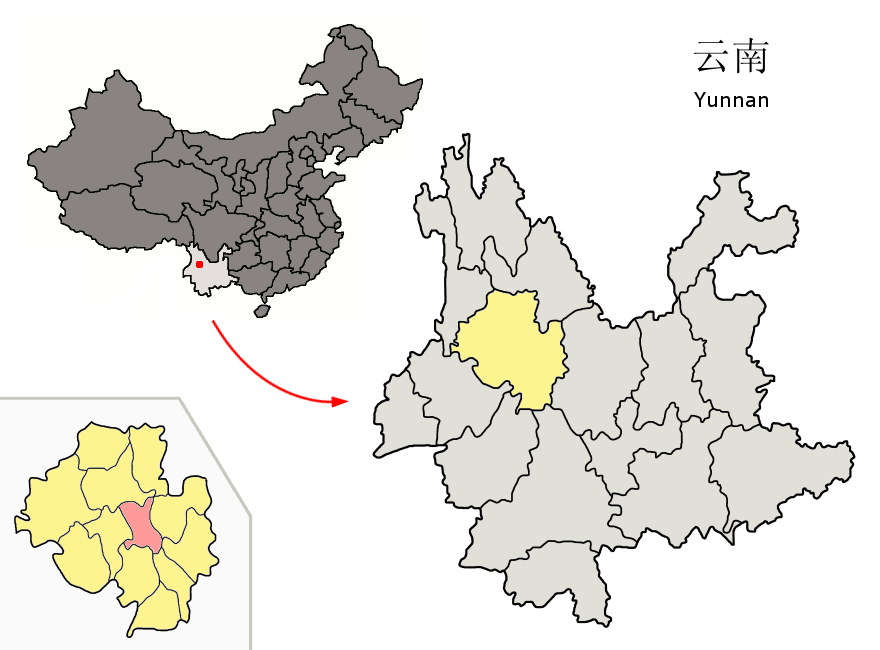
Localização da Cidade de Dali (em rosa) e da Prefeitura Autónoma de Dali Bai (em amarelo) na província de Yunnan, China.

A Cidade de Dali (em chinês: 大理; pinyin: Dalí; Bai: Darl•lit; Hani: Dafli) é um conselho em nível de cidade da Prefeitura Autónoma de Dali Bai, na Província de Yunnan, China.

## Geografia
Dali está localizada em um planalto fértil entre os montanhas Cangshan a oeste e para o leste do lago Erhai. Ela tem sido tradicionalmente povoado pelas minorias étnicas de Bai e Yi.  É também a capital da Prefeitura Autónoma de Dali Bai (em chinês: Dàlǐ Báizú zìzhìzhōu 大理白族自治州; Bai: Darl•lit Baif•cuf zirl•zirl•zox). A Ferrovia Guangtong-Dali está conectada com Chengdu e Kunming, e em Guangtong possuí uma grande Estação Ferroviária. Existem comboios diários de Kunming para Dali ou vice-versa. Trens para outras cidades importantes, incluindo Lijiang e Shangri-La também circulam. A cidade também possuí um aeroporto.

## História
Dali é a antiga capital dos reinos de Bai e Nanchao, que floresceram na área durante o oitavo e nono séculos, e do Reino de Dali, que existiu de 937-1253.  Dali foi também o centro da Revolta de Panthay entre 1856 e 1863.
Dali também é famosa pelos vários tipos de mármore que produz, que são utilizados principalmente na construção e decoração de objetos. Dali é tão famosa pelas suas pedras de mármore, que seu nome em chinês é, literalmente "Pedra Dali" (chinês: 大理石; pinyin: Dali shi).
Dali é atualmente um importante centro turístico, juntamente com Lijiang, tanto para turistas nacionais e internacionais. Dali é separada da capital de Yunnan, Kunming por apenas 40 minutos de vôo.

## "Velha Cidade" e "Nova Cidade"

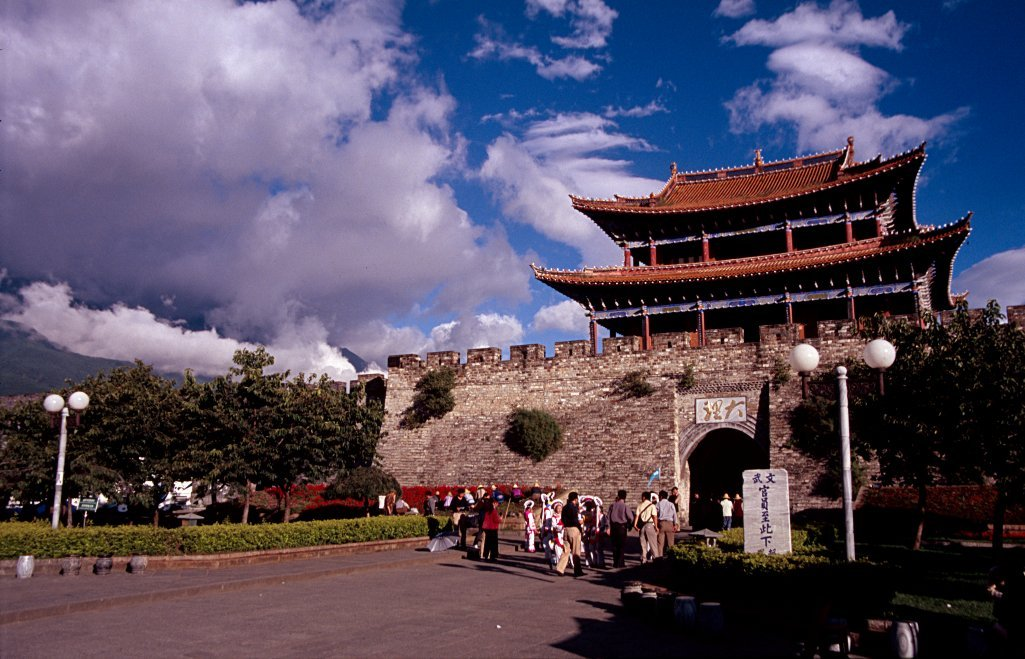
Portão sul da antiga cidade de Dali.

O recém-terminado distrito administrativo de Dali é conhecido como "nova cidade", sendo chamada de Xiaguan e está a sul da cidade antiga. abriga o Centro de Convenções Internacionais de Dali. O Governo de Dali porém, manteve seu velho planejamento urbano de bairros separados uns dos outros, para os recém-chegados que entrem pela primeira vez sintam como se "tivessem entrado em um túnel".
A velha cidade foi construída durante a Dinastia Ming sob o reinado do imperador Hongwu (1368-1398). Devido à distância entre eles, a velha cidade ainda é pacífica e calma.

## Turismo

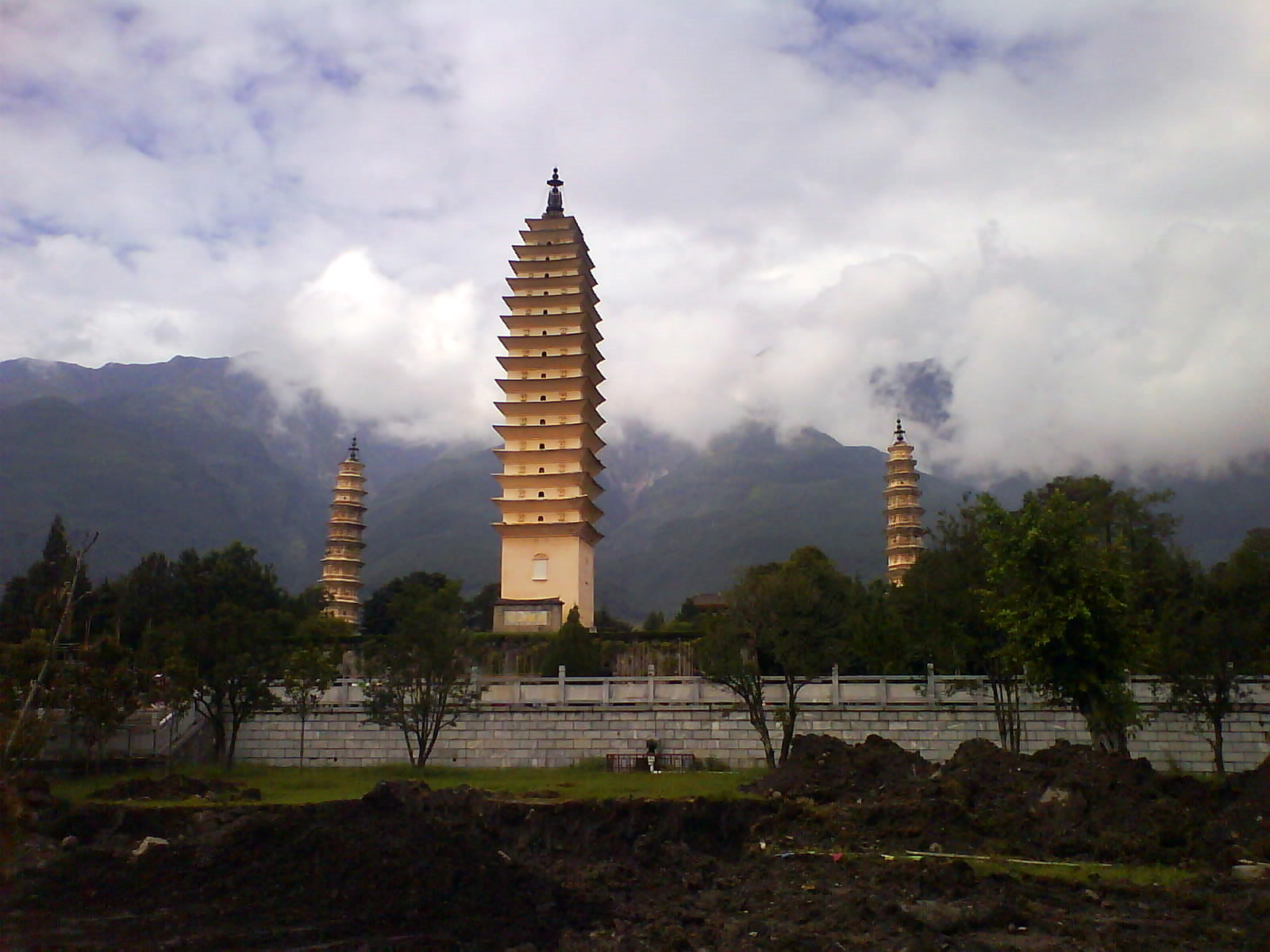
Os Três Pagodes do Templo Chong Sheng.

Dali é um dos destinos turísticos mais populares, tanto pelos seus sítios históricos quanto pelas suas "Ruas estrangeiras", que possuem comida e música ocidental, e onde é falado inglês, tornando-se popular entre os turistas chineses e ocidentais. Alguns pontos turísticos notáveis são:
- Museu Dali
- Templo Sheng Chong
- Palácio Guanyin de Cobre Rain (reconstruído em 1999)
- Jianji Great Bell de Nanzhao (reformada em 1997)
- Três pagodes
- Shaxi: uma vila histórica sobre a antiga rota do chá.

## Transporte local
Os modos de transporte locais incluem ônibus (11 linhas na cidade propriamente dita), táxis, bicicletas, e barco (no Lago Erhai).